# Barhpura
Barhpura (també Barhkepura) fou una tikhana, estat tributari protegit de l'Índia a l'estat de Bhadawar (després districte d'Etawah) amb 1,5 km².
La tikhana fou concedida el 1690 a Kunwar Raghunath Singh, el fill més jove de Bhadauria Maharaja Udot Singh de Bhadawar, amb títol de Rao Bahadur. Inicialment fou donada amb jagir i tenia una superfície de 50 km², però el 1803 quan al final de la guerra maratha el districte d'Etawah fou cedit als britànics, l'estat li fou expropiat a causa de l'hostilitat del rao als anglesos i només li va restar un petit territori al seu successor.

## Llista de sobirans
- Rao RAGHUNATH SINGH Bahadur vers 1690

- Rao AGAR SINGH Bahadur

- Rao SUJAN SINGH Bahadur

- Rao JAGAT SINGH Bahadur

- Rao HARI SINGH Bahadur

- Rao UGAR SINGH Bahadur

- Rao PADAM SINGH Bahadur fins vers 1803

- Rao NARENDRA SINGH Bahadur vers 1803-1845

- Rao JAWAHAR SINGH Bahadur 1845-1860

- Rao UMRAO SINGH Bahadur 1860-1889

- Rao HIMANCHAL SINGH Bahadur 1889-1914 (+ 4 de juliol de 1914)

- Rao KARAN SINGH Bahadur 1914-1948? (nascut 1902)